# Crepidium
Crepidium é um género botânico pertencente à família das orquídeas (Orchidaceae).